# La Collá (Siero)
La Collá és una de les vint-i-nou parròquies de Siero, situada al nord d'aquest, limita al nord amb la parròquia de Valdornón i Fano, del conceyu de Xixón, a l'est amb les conceyos de Villaviciosa (parròquia de Candanal) i Sariegu (parròquia de Narzana), al sud amb les parròquies de Samartino i Marcenao i l'oest amb la parròquia de Muñó.
La Collá està situada a 8 quilòmetres de La Pola Siero, la capital del conceyu. Té una superfície de 6,67 km² i una població d'uns 280 habitants repartits en un centenar de cases. Per tant, la densitat de població és de 41,9 habitants/km². La cota màxima és de 737 metres (Picu Cima o Picu los Soldaos) 
La parròquia està formada pels barris de Fresno, La Collatrás, Ceñal, Güergu, El Pibidal i La Braña.
El parlar de La Collá pertany al dialecte centre-oriental de la llengua asturiana.